# الوكالة الوطنية للتبغ والوقيد
الوكالة الوطنية للتبغ والوقيد  (بالفرنسية: Régie nationale des tabacs et des allumettes) هي وكالة وطنية تونسية الوحيدة في تونس لإنتاج وتسويق التبغ والوقيد وأوراق اللعب وبارود بنادق الصيد.

تم تأسيسها سنة 1891 تحت الحماية الفرنسية، وتم تحويلها لوكالة وطنية سنة 1964. وأندمجت منذ عدة سنوات مع مصنع التبغ بالقيروان الذي أسس سنة 1981.

تعتبر الوكالة من أكبر الشركات التونسية حيث تشغل بطريقة مباشرة 3000 شخص وبطريقة غير مباشرة 000 22 شخص في المقرين الرسميين للوكالة في تونس العاصمة والقيروان.

تربط الوكالة بقطاع زراعة التبغ التونسي، حيث تقوم بشراء ما يتم حصده من أكثر من 9000 زارع تبغ في ولايات الشمال (جندوبة، باجة، بنزرت، نابل)، يعني 048 3 طن منتج على مساحة 2240 هكتار (2005).

تنتج الشركة ثلاثة أنواع من التبغ: التبغ الأسمر (50.5%)، التبغ الخفيف (42.7%)، تبغ الاستنشاق (6.8%) في سنة 2011.

تصنع الوكالة 424 مليون علبة سجائر توزع على 000 11 بائع سجائر على الأراضي التونسية.

## مجلس الإدارة
يسير الوكالة مجلس إدارة يتكون على النحو التالي:
- رئيس مجلس الإدارة (وهو السيد وزير المالية).
- المدير العام للوكالة.
- ممثل عن الوزارة الأولى.
- 3 ممثلين عن وزارة المالية.
- ممثل عن وزارة التنمية والتعاون الدولي.
- ممثل عن وزارة الفلاحة.
- ممثل عن وزارة الصناعة والطاقة والمؤسسات الصغرى والمتوسطة.
- ممثلان عن الأعوان.

## الهيكل
يساعد مجلس الإدارة الهياكل التالية:
- هياكل للدعم (إدارة مراقبة التصرف، إدارة مراقبة الجودة، خلية التدقيق الداخلي، لجنة ضمان الجودة، الكتابة القارة للصفقات، خلية السلامة والمراقبة، خلية الإعلام والعلاقات العامة، مكتب الضبط المركزي ).
- قسم الوسائل العامة.
- قسم الإنتاج.
- إدارة الشراءات والتسويق.
- إدارة تنمية زراعة التبغ.

## روابط خارجية
- الموقع الرسمي